# Grand Prix Formule 1 van Abu Dhabi 2021
De Grand Prix Formule 1 van Abu Dhabi 2021 werd verreden op 12 december op het Yas Marina Circuit op Yas. Het was de tweeëntwintigste en laatste race van het seizoen waarin zowel het coureurs- en constructeurskampioenschap bepaald werd.
Het Yas Marina Circuit is veranderd ten opzichte van voorgaande jaren om meer inhaalmogelijkheden te creëren. De chicane van bocht 5 en 6 is verdwenen en haarspeldbocht 7 is nu een wijdere bocht 5 geworden. De sector met bochten 11 tot en met 14 is nu een lange kombocht geworden met het nummer 9. 

## Vrije trainingen

### Uitslagen
- Enkel de top vijf wordt weergegeven.

| Vrije training 1 | Pos. | Nr. | Coureur         | Constructeur     | Tijd     |
| ---------------- | ---- | --- | --------------- | ---------------- | -------- |
| Vrije training 1 | 1    | 33  | Max Verstappen  | Red Bull-Honda   | 1:25.009 |
| Vrije training 1 | 2    | 77  | Valtteri Bottas | Mercedes         | 1:25.205 |
| Vrije training 1 | 3    | 44  | Lewis Hamilton  | Mercedes         | 1:25.355 |
| Vrije training 1 | 4    | 11  | Sergio Pérez    | Red Bull-Honda   | 1:25.363 |
| Vrije training 1 | 5    | 22  | Yuki Tsunoda    | AlphaTauri-Honda | 1:25.378 |
| Vrije training 2 | Pos. | Nr. | Coureur         | Constructeur     | Tijd     |
| Vrije training 2 | 1    | 44  | Lewis Hamilton  | Mercedes         | 1:23.691 |
| Vrije training 2 | 2    | 31  | Esteban Ocon    | Alpine-Renault   | 1:24.034 |
| Vrije training 2 | 3    | 77  | Valtteri Bottas | Mercedes         | 1:24.083 |
| Vrije training 2 | 4    | 33  | Max Verstappen  | Red Bull-Honda   | 1:24.332 |
| Vrije training 2 | 5    | 11  | Sergio Pérez    | Red Bull-Honda   | 1:24.400 |
| Vrije training 3 | Pos. | Nr. | Coureur         | Constructeur     | Tijd     |
| Vrije training 3 | 1    | 44  | Lewis Hamilton  | Mercedes         | 1:23.274 |
| Vrije training 3 | 2    | 33  | Max Verstappen  | Red Bull-Honda   | 1:23.488 |
| Vrije training 3 | 3    | 77  | Valtteri Bottas | Mercedes         | 1:24.025 |
| Vrije training 3 | 4    | 11  | Sergio Pérez    | Red Bull-Honda   | 1:24.047 |
| Vrije training 3 | 5    | 4   | Lando Norris    | McLaren-Mercedes | 1:24.106 |

Testcoureur in vrije training 1:

 Jack Aitken (Williams-Mercedes) reed in plaats van George Russell.

## Kwalificatie
Max Verstappen behaalde de dertiende pole position in zijn carrière.
| Pos.                   | Nr. | Coureur            | Constructeur          | Kwalificatietijden | Kwalificatietijden | Kwalificatietijden | Grid |
| Pos.                   | Nr. | Coureur            | Constructeur          | Q1                 | Q2                 | Q3                 | Grid |
| ---------------------- | --- | ------------------ | --------------------- | ------------------ | ------------------ | ------------------ | ---- |
| 1                      | 33  | Max Verstappen     | Red Bull-Honda        | 1:23.322           | 1:22.800           | 1:22.109           | 1    |
| 2                      | 44  | Lewis Hamilton     | Mercedes              | 1:22.845           | 1:23.145           | 1:22.480           | 2    |
| 3                      | 4   | Lando Norris       | McLaren-Mercedes      | 1:23.553           | 1:23.256           | 1:22.931           | 3    |
| 4                      | 11  | Sergio Pérez       | Red Bull-Honda        | 1:23.350           | 1:23.135           | 1:22.947           | 4    |
| 5                      | 55  | Carlos Sainz jr.   | Ferrari               | 1:23.624           | 1:23.174           | 1:22.992           | 5    |
| 6                      | 77  | Valtteri Bottas    | Mercedes              | 1:23.117           | 1:23.246           | 1:23.036           | 6    |
| 7                      | 16  | Charles Leclerc    | Ferrari               | 1:23.467           | 1:23.202           | 1:23.122           | 7    |
| 8                      | 22  | Yuki Tsunoda       | AlphaTauri-Honda      | 1:23.428           | 1:23.404           | 1:23.220           | 8    |
| 9                      | 31  | Esteban Ocon       | Alpine-Renault        | 1:23.764           | 1:23.420           | 1:23.389           | 9    |
| 10                     | 3   | Daniel Ricciardo   | McLaren-Mercedes      | 1:23.829           | 1:23.448           | 1:23.409           | 10   |
| 11                     | 14  | Fernando Alonso    | Alpine-Renault        | 1:23.846           | 1:23.460           |                    | 11   |
| 12                     | 10  | Pierre Gasly       | AlphaTauri-Honda      | 1:23.489           | 1:24.043           |                    | 12   |
| 13                     | 18  | Lance Stroll       | Aston Martin-Mercedes | 1:24.061           | 1:24.066           |                    | 13   |
| 14                     | 99  | Antonio Giovinazzi | Alfa Romeo-Ferrari    | 1:24.118           | 1:24.251           |                    | 14   |
| 15                     | 5   | Sebastian Vettel   | Aston Martin-Mercedes | 1:24.225           | 1:24.305           |                    | 15   |
| 16                     | 6   | Nicholas Latifi    | Williams-Mercedes     | 1:24.338           |                    |                    | 16   |
| 17                     | 63  | George Russell     | Williams-Mercedes     | 1:24.423           |                    |                    | 17   |
| 18                     | 7   | Kimi Räikkönen     | Alfa Romeo-Ferrari    | 1:24.779           |                    |                    | 18   |
| 19                     | 47  | Mick Schumacher    | Haas-Ferrari          | 1:24.906           |                    |                    | 19   |
| 20                     | 9   | Nikita Mazepin     | Haas-Ferrari          | 1:25.685           |                    |                    | 20   |
| Q1 107% tijd: 1:28.644 |     |                    |                       |                    |                    |                    |      |

## Wedstrijd
De race was extra spannend omdat in deze race beslist werd wie er wereldkampioen wordt in 2021, Max Verstappen en Lewis Hamilton stonden bij aanvang van de race beiden gelijk in punten in het kampioenschap met 369½ punten. Lewis Hamilton was gedurende het grootste deel van de race te snel en reed relatief comfortabel vooraan. Na een controversiele beslissing door racedirecteur Michael Masi betreffende de safety car-situatie ontstaan na het ongeluk van Nicholas Latifi sleepte Max Verstappen de overwinning binnen op nieuwere en zachtere banden door Hamilton in te halen in de laatste ronde. Het was de twintigste Grand Prix-overwinning in zijn carrière en hij werd daarmee de eerste Nederlandse wereldkampioen in de Formule 1. Mercedes behaalde het constructeurskampioenschap.
| Pos.               | Nr. | Coureur            | Constructeur          | Rondes | Tijd / Oorzaak Uitval | Grid | Punten |
| ------------------ | --- | ------------------ | --------------------- | ------ | --------------------- | ---- | ------ |
| 1                  | 33  | Max Verstappen     | Red Bull-Honda        | 58     | 1:30:17.345           | 1    | 26S    |
| 2                  | 44  | Lewis Hamilton     | Mercedes              | 58     | +2.256                | 2    | 18     |
| 3                  | 55  | Carlos Sainz jr.   | Ferrari               | 58     | +5.173                | 5    | 15     |
| 4                  | 22  | Yuki Tsunoda       | AlphaTauri-Honda      | 58     | +5.692                | 8    | 12     |
| 5                  | 10  | Pierre Gasly       | AlphaTauri-Honda      | 58     | +6.531                | 12   | 10     |
| 6                  | 77  | Valtteri Bottas    | Mercedes              | 58     | +7.463                | 6    | 8      |
| 7                  | 4   | Lando Norris       | McLaren-Mercedes      | 58     | +59.200               | 3    | 6      |
| 8                  | 14  | Fernando Alonso    | Alpine-Renault        | 58     | +1:01.708             | 11   | 4      |
| 9                  | 31  | Esteban Ocon       | Alpine-Renault        | 58     | +1:04.026             | 9    | 2      |
| 10                 | 16  | Charles Leclerc    | Ferrari               | 58     | +1:06.057             | 7    | 1      |
| 11                 | 5   | Sebastian Vettel   | Aston Martin-Mercedes | 58     | +1:07.527             | 15   |        |
| 12                 | 3   | Daniel Ricciardo   | McLaren-Mercedes      | 57     | +1 ronde              | 10   |        |
| 13                 | 18  | Lance Stroll       | Aston Martin-Mercedes | 57     | +1 ronde              | 13   |        |
| 14                 | 47  | Mick Schumacher    | Haas-Ferrari          | 57     | +1 ronde              | 19   |        |
| 15 †               | 11  | Sergio Pérez       | Red Bull-Honda        | 55     | Motor                 | 4    |        |
| DNF                | 6   | Nicholas Latifi    | Williams-Mercedes     | 50     | Ongeluk               | 16   |        |
| DNF                | 99  | Antonio Giovinazzi | Alfa Romeo-Ferrari    | 33     | Versnellingsbak       | 14   |        |
| DNF                | 63  | George Russell     | Williams-Mercedes     | 26     | Versnellingsbak       | 17   |        |
| DNF                | 7   | Kimi Räikkönen     | Alfa Romeo-Ferrari    | 25     | Remmen                | 18   |        |
| DNS                | 9   | Nikita Mazepin     | Haas-Ferrari          | 0      | Teruggetrokken *1     | 20   |        |
| Bron: formula1.com |     |                    |                       |        |                       |      |        |

S Max Verstappen behaalde een extra punt voor het rijden van de snelste ronde.

*1 Nikita Mazepin moest zich na de kwalificatie terugtrekken voor de race vanwege een positieve coronatest. Omdat er geen reservecoureur aan de training of kwalificatie had deelgenomen mocht Haas geen vervanger laten starten.

† Sergio Pérez finishte de race niet, maar heeft wel 90% van de race-afstand afgelegd, waardoor hij wel geklasseerd werd.

## Eindstanden wereldkampioenschap
Betreft de complete eindstand van het wereldkampioenschap na afloop van de laatste race in 2021. Vetgedrukte tekst betekent dat deze is bevestigd als wereldkampioen.

### Coureurs
| Pos. | Nr. | Coureur            | Constructeur          | Punten |
| ---- | --- | ------------------ | --------------------- | ------ |
| 1    | 33  | Max Verstappen     | Red Bull-Honda        | 395½   |
| 2    | 44  | Lewis Hamilton     | Mercedes              | 387½   |
| 3    | 77  | Valtteri Bottas    | Mercedes              | 226    |
| 4    | 11  | Sergio Pérez       | Red Bull-Honda        | 190    |
| 5    | 55  | Carlos Sainz jr.   | Ferrari               | 164½   |
| 6    | 4   | Lando Norris       | McLaren-Mercedes      | 160    |
| 7    | 16  | Charles Leclerc    | Ferrari               | 159    |
| 8    | 3   | Daniel Ricciardo   | McLaren-Mercedes      | 115    |
| 9    | 10  | Pierre Gasly       | AlphaTauri-Honda      | 110    |
| 10   | 14  | Fernando Alonso    | Alpine-Renault        | 81     |
| 11   | 31  | Esteban Ocon       | Alpine-Renault        | 74     |
| 12   | 5   | Sebastian Vettel   | Aston Martin-Mercedes | 43     |
| 13   | 18  | Lance Stroll       | Aston Martin-Mercedes | 34     |
| 14   | 22  | Yuki Tsunoda       | AlphaTauri-Honda      | 32     |
| 15   | 63  | George Russell     | Williams-Mercedes     | 16     |
| 16   | 7   | Kimi Räikkönen     | Alfa Romeo-Ferrari    | 10     |
| 17   | 6   | Nicholas Latifi    | Williams-Mercedes     | 7      |
| 18   | 99  | Antonio Giovinazzi | Alfa Romeo-Ferrari    | 3      |
| 19   | 47  | Mick Schumacher    | Haas-Ferrari          | 0      |
| 20   | 88  | Robert Kubica      | Alfa Romeo-Ferrari    | 0      |
| 21   | 9   | Nikita Mazepin     | Haas-Ferrari          | 0      |

### Constructeurs
| Pos. | Constructeur          | Punten |
| ---- | --------------------- | ------ |
| 1    | Mercedes              | 613½   |
| 2    | Red Bull-Honda        | 585½   |
| 3    | Ferrari               | 323½   |
| 4    | McLaren-Mercedes      | 275    |
| 5    | Alpine-Renault        | 155    |
| 6    | AlphaTauri-Honda      | 142    |
| 7    | Aston Martin-Mercedes | 77     |
| 8    | Williams-Mercedes     | 23     |
| 9    | Alfa Romeo-Ferrari    | 13     |
| 10   | Haas-Ferrari          | 0      |

## Wetenswaardigheden
- Het was de laatste Formule 1-race waar Olav Mol de integrale uitzendingen becommentarieerde.
- Het was de laatste Formule 1-race die integraal werd uitgezonden door Ziggo Sport.